# Релевантная логика
Релевантная логика, также называемая логика релевантности — является разновидностью неклассической логики, требующей, чтобы антецедент и консеквент импликаций были значимо взаимосвязаны. Такие логики могут рассматриваться, как семейство субструктурных логик или модальных логик. Обычно, но не повсеместно, британские и, особенно, австралийские логики называют её релевантной логикой, а американские логики — логикой релевантности.
Релевантная логика стремится охватить аспекты импликации, которые игнорируются оператором «материальной импликации» в классической истинно-функциональной логике, а именно понятие релевантности между антецедентом и условием истинной импликации. Эта идея не нова: К. И. Льюис создал модальную логику, и в частности строгую импликацию, на том основании, что классическая логика разрешает парадоксы материальной импликации, такие как принцип, согласно которому из ложного высказывания следует любое утверждение. Следовательно, «если я осёл, то дважды два будет четыре» истинно, если перевести его как материальную импликацию, но интуитивно оно кажется ложным, поскольку истинная импликация должна связывать антецедент и консеквент каким-то понятием релевантности. А то, является ли говорящий ослом или нет, не имеет никакого отношения к тому, что дважды два равно четырём.
С точки зрения синтаксических ограничений для логики высказываний необходимо, но не достаточно, чтобы предпосылки и заключение имели общие атомарные формулы (формулы, не содержащие логических операций). В логике первого порядка, релевантность требует совместного использования переменных и констант между предпосылками и заключением. Такое требование можно обеспечить (наряду с более сильными условиями), например, наложив определенные ограничения на правила системы естественного вывода. В частности, естественная дедукция в стиле Фитча может быть адаптирована для учёта релевантности, путём введения меток, в конце каждой строки применения умозаключения, указывающих на предпосылки, релевантные заключению умозаключения. Исчисление секвенций в стиле Герхарда Гентцена могут быть модифицированы путём удаления правил ослабления, которые позволяют вводить произвольные формулы в правой или левой части секвенций.
Примечательной особенностью релевантной логики, является то, что она является паранепротиворечивой логикой: существование противоречия не приводит к «принципу взрыва». Это вытекает из того, что условие с противоречивым антецедентом, который не имеет общих пропозициональных или предикатных букв со следствием, не может быть истинным (или выводимым).

## История
Релевантная логика была предложена в 1928 году советским философом Иваном Ефимовичем Орловым (1886—1936 гг.) в его строго математической работе «Исчисление совместности предложений», опубликованной в «Математическом сборнике». Основная идея релевантной импликации появляется в средневековой логике, а некоторые новаторские работы были сделаны Аккерманом, Мохом, и Чёрчем в 1950-х годах. С помощью американских учёных А. Р. Андерсона и Н. Д. Белнапа, концепция получила наиболее полное развитие в релевантной логике, которая была в суммированном образе представлена в их работе «Выведение следствий», в 1975-х годах (второй том был опубликован в девяностых годах). Они сосредоточились как на системах умозаключения, так и на системах релевантности, где импликации первого типа должны быть одновременно и релевантными, и в то же время необходимыми.

## Аксиомы
Ранние исследования в области релевантной логики были сосредоточены на более сильных системах. Развитие семантики Рутли-Мейера привело к появлению целого ряда более слабых логик. Самой слабой из этих логик является логика релевантности B. Она представлена в виде ряда аксиом и правил.
1. {\displaystyle A\to A}
2. {\displaystyle A\land B\to A}
3. {\displaystyle A\land B\to B}
4. {\displaystyle (A\to B)\land (A\to C)\to (A\to B\land C)}
5. {\displaystyle A\to A\lor B}
6. {\displaystyle B\to A\lor B}
7. {\displaystyle (A\to C)\land (B\to C)\to (A\lor B\to C)}
8. {\displaystyle A\land (B\lor C)\to (A\land B)\lor (A\land C)}
9. {\displaystyle \lnot \lnot A\to A}

Правила заключаются в следующем:
1. {\displaystyle A,A\to B\vdash B}
2. {\displaystyle A,B\vdash A\land B}
3. {\displaystyle A\to B\vdash (C\to A)\to (C\to B)}
4. {\displaystyle A\to B\vdash (B\to C)\to (A\to C)}
5. {\displaystyle A\to B\vdash \lnot B\to \lnot A}

Более сильные логические структуры могут быть получены с помощью добавления любой из следующих аксиом:
1. {\displaystyle (A\to B)\to (\lnot B\to \lnot A)}
2. {\displaystyle (A\to B)\land (B\to C)\to (A\to C)}
3. {\displaystyle (A\to B)\to ((B\to C)\to (A\to C))}
4. {\displaystyle (A\to B)\to ((C\to A)\to (C\to B))}
5. {\displaystyle (A\to (A\to B))\to (A\to B)}
6. {\displaystyle (A\land (A\to B))\to B}
7. {\displaystyle (A\to \lnot A)\to \lnot A}
8. {\displaystyle (A\to (B\to C))\to (B\to (A\to C))}
9. {\displaystyle A\to ((A\to B)\to B)}
10. {\displaystyle ((A\to A)\to B)\to B}
11. {\displaystyle A\lor \lnot A}
12. {\displaystyle A\to (A\to A)}

Существуют некоторые известные логики, более сильные, чем B, которые могут быть получены посредством добавления аксиом к B следующим образом:
- Для DW добавьте аксиому 1.
- Для DJ добавьте аксиомы 1, 2.
- Для TW добавьте аксиомы 1, 2, 3, 4.
- Для RW добавьте аксиомы 1, 2, 3, 4, 8, 9.
- Для T добавьте аксиомы 1, 2, 3, 4, 5, 6, 7, 11.
- Для R добавьте аксиомы 1-11.
- Для E добавьте аксиомы 1-7, 10, 11, {\displaystyle ((A\to A)\land (B\to B)\to C)\to C}, и {\displaystyle \Box A\land \Box B\to \Box (A\land B)}, где {\displaystyle \Box A} определяется как {\displaystyle (A\to A)\to A}.
- Для RM добавьте все дополнительные аксиомы.

## Модели

### Модели Рутли-Мейера
Стандартной теорией моделей для релевантной логики, является тернарно-реляционная семантика Рутли-Мейера, разработанная Ричардом Рутли и Робертом Мейером. Фрейм Рутли-Мейера F для предложенного языка — четвёрка (W,R,*,0), где W — непустое множество, R — троичное отношение на W, * — функция от W к W, и {\displaystyle 0\in W}. Модель Рутли-Мейера M — фрейм Рутли-Мейера F вместе с определением {\displaystyle \Vdash }, которая присваивает каждому атомарному предложению значение истины, относительно каждой точки {\displaystyle a\in W}. На фреймы Ратли-Мейера накладываются некоторые условия. Опишем {\displaystyle a\leq b} как {\displaystyle R0ab}:
- {\displaystyle a\leq a}.
- Если {\displaystyle a\leq b} и {\displaystyle b\leq c}, то {\displaystyle a\leq c}.
- Если {\displaystyle d\leq a} и {\displaystyle Rabc}, то {\displaystyle Rdbc}.
- {\displaystyle a^{**}=a}.
- Если {\displaystyle a\leq b}, то {\displaystyle b^{*}\leq a^{*}}.

Напишите {\displaystyle M,a\Vdash A} и, {\displaystyle M,a\nVdash A} чтобы указать, что формула {\displaystyle A}истинна или не истинна, соответственно, в точке {\displaystyle a} в {\displaystyle M}.
Одним из последних условий в моделях Рутли-Мейера является условие наследственности:
- Если {\displaystyle M,a\Vdash p} и {\displaystyle a\leq b}, то {\displaystyle M,b\Vdash p} для всех атомарных предложений {\displaystyle p}.

С помощью индуктивного аргумента можно доказать, что наследственность распространяется на сложные формулы, используя условия истинности, приведенные ниже:
- Если {\displaystyle M,a\Vdash A} и {\displaystyle a\leq b}, то {\displaystyle M,b\Vdash A} для всех формул {\displaystyle A}.

Условия истинности для сложных формул следующие:
- {\displaystyle M,a\Vdash A\land B\iff M,a\Vdash A} и {\displaystyle M,a\Vdash B}
- {\displaystyle M,a\Vdash A\lor B\iff M,a\Vdash A} или {\displaystyle M,a\Vdash B}
- {\displaystyle M,a\Vdash A\to B\iff \forall b,c((Rabc\land M,b\Vdash A)\Rightarrow M,c\Vdash B)}
- {\displaystyle M,a\Vdash \lnot A\iff M,a^{*}\nVdash A}

Формула {\displaystyle A} имеет место в модели {\displaystyle M} на всякий случай {\displaystyle M,0\Vdash A}. Формула {\displaystyle A} выполняется для фрейма {\displaystyle F}, если {\displaystyle A} выполняется в каждой модели {\displaystyle (F,\Vdash )}. Формула {\displaystyle A} действительна в классе фреймов, если A выполняется для каждого фрейма в этом классе. Класс всех фреймов Ратли-Мейера, удовлетворяющих вышеуказанным условиям, подтверждает релевантную логику В. Можно получить фреймы Ратли-Мейера для других релевантных логик, наложив соответствующие ограничения на R и на *. Данные условия проще сформулировать, используя некоторые стандартные определения. Пусть {\displaystyle Rabcd} будут определены, как {\displaystyle \exists x(Rabx\land Rxcd)}, и пусть {\displaystyle Ra(bc)d} будут определены, как {\displaystyle \exists x(Rbcx\land Raxd)}. Ниже приведены некоторые из условий фрейма и аксиом, которые они подтверждают:
| Имя                           | Условия фрейма                                                     | Аксиома                                            |
| ----------------------------- | ------------------------------------------------------------------ | -------------------------------------------------- |
| Псевдомодус поненс            | {\displaystyle Raaa}                                               | {\displaystyle (A\land (A\to B))\to B}             |
| Префиксация                   | {\displaystyle Rabcd\Rightarrow Ra(bc)d}                           | {\displaystyle (A\to B)\to ((C\to A)\to (C\to B))} |
| Суффиксация                   | {\displaystyle Rabcd\Rightarrow Rb(ac)d}                           | {\displaystyle (A\to B)\to ((B\to C)\to (A\to C))} |
| Сокращение                    | {\displaystyle Rabc\Rightarrow Rabbc}                              | {\displaystyle (A\to (A\to B))\to (A\to B)}        |
| Конъюнктивный силлогизм       | {\displaystyle Rabc\Rightarrow Ra(ab)c}                            | {\displaystyle (A\to B)\land (B\to C)\to (A\to C)} |
| Утверждение                   | {\displaystyle Rabc\Rightarrow Rbac}                               | {\displaystyle A\to ((A\to B)\to B)}               |
| Аксиома E                     | {\displaystyle Ra0a}                                               | {\displaystyle ((A\to A)\to B)\to B}               |
| Аксиома смешения              | {\displaystyle Rabc\Rightarrow a\leq c} или{\displaystyle b\leq c} | {\displaystyle A\to (A\to A)}                      |
| Редукция                      | {\displaystyle Raa^{*}a}                                           | {\displaystyle (A\to \lnot A)\to \lnot A}          |
| Противопоставление            | {\displaystyle Rabc\Rightarrow Rac^{*}b^{*}}                       | {\displaystyle (A\to B)\to (\lnot B\to \lnot A)}   |
| Исключенный средний           | {\displaystyle 0^{*}\leq 0}                                        | {\displaystyle A\lor \lnot A}                      |
| Ослабление строгой импликации | {\displaystyle 0\leq a}                                            | {\displaystyle A\to (B\to B)}                      |
| Ослабление                    | {\displaystyle Rabc\Rightarrow b\leq c}                            | {\displaystyle A\to (B\to A)}                      |

Последние два условия подтверждают формы ослабления, которые изначально разрабатывались для того, чтобы избежать нарушений релевантной логики. Данные правила включены, чтобы показать гибкость моделей Рутли-Мейера.

### Операционные модели

#### Модели Уркхарта
Операционные модели для фрагментов релевантных и свободных от отрицания логик, были предложены Аласдэром Уркхартом, в его докторской диссертации и в последующих работах. Интуитивная идея операциональных моделей заключается в том, что точки, в модели — части информации, и объединение информации, поддерживающей условие, с информацией, подтверждающей его антецедент, позволяет получить некоторую сумму информации, позволяющую определить следствие. Поскольку операционные модели, как правило, не интерпретируют отрицание, в этом разделе рассматриваются только те языки, в которых есть условие, конъюнкция и дизъюнкция.
Операционный фрейм {\displaystyle F} — тройка {\displaystyle (K,\cdot ,0)}, где {\displaystyle K} — непустое множество, {\displaystyle 0\in K}, и {\displaystyle \cdot } является бинарной операцией на {\displaystyle K}. Фреймы имеют условия, некоторые из которых могут быть опущены для моделирования различных логик. Для моделирования условной релевантной логики R, Уркхарт предложил следующие условия:
- {\displaystyle x\cdot x=x}
- {\displaystyle (x\cdot y)\cdot z=x\cdot (y\cdot z)}
- {\displaystyle x\cdot y=y\cdot x}
- {\displaystyle 0\cdot x=x}

В этих условиях, операционный фрейм представляет собой объединенную полурешётку.
Операционная модель {\displaystyle M} — фрейм {\displaystyle F}, с оценкой {\displaystyle V}, которая отображает пары точек и атомарных предложений в значения истины, T или F. {\displaystyle V} Может быть расширена до оценки {\displaystyle \Vdash } на сложные формулы, следующим образом:
- {\displaystyle M,a\Vdash p\iff V(a,p)=T}, для атомарных предложений
- {\displaystyle M,a\Vdash A\land B\iff M,a\Vdash A} и {\displaystyle M,a\Vdash B}
- {\displaystyle M,a\Vdash A\lor B\iff M,a\Vdash A} или {\displaystyle M,a\Vdash B}
- {\displaystyle M,a\Vdash A\to B\iff \forall b(M,b\Vdash A\Rightarrow M,a\cdot b\Vdash B)}

Формула {\displaystyle A} имеет место в модели {\displaystyle M} если {\displaystyle M,0\Vdash A}. Формула {\displaystyle A} действительна в классе моделей {\displaystyle C}, если она имеет продолжение в любой модели {\displaystyle M\in C}.
Условный фрагмент R является обоснованным и завершённым, относительно класса моделей полурешёток. Логика с конъюнкцией и дизъюнкцией, должным образом сильнее, чем условный, конъюнктивный, дизъюнктивный фрагмент R. В частности, формула {\displaystyle (A\to (B\lor C))\land (B\to C)\to (A\to C)}действительна для операционных моделей, но недействительна в R. Логика, сформированная операционными моделями для R, имеет полную аксиоматическую систему доказательства, созданную Китом Файном и Джеральдом Чарлвудом. Чарлвуд также предложил систему естественного дедуктивного вывода для этой логики, которую доказал, как эквивалентную аксиоматической системе. Чарлвуд продемонстрировал, что его система естественного вывода является эквивалентной системе, предложенной Дагом Правицем.
Операционная семантика может быть адаптирована для моделирования условности E с помощью добавления непустого множества возможных вариантов пространств {\displaystyle W} и отношения доступности {\displaystyle \leq } на {\displaystyle W\times W} к фреймам. Отношение принадлежности должно быть рефлексивным и переходящим, чтобы выразить представление о том, что условие E имеет S4 необходимость. Далее, значения отображают тройки атомарных предложений, точек и пространств на истинные значения. Условие истинности для обусловленного значения изменяется на следующее:
- {\displaystyle M,a,w\Vdash A\to B\iff \forall b,\forall w'\geq w(M,b,w'\Vdash A\Rightarrow M,a\cdot b,w'\Vdash B)}

Операционная семантика может быть адаптирована для моделирования условности T, путём добавления отношения {\displaystyle \leq } на {\displaystyle K\times K}. Это соотношение должно удовлетворять следующим условиям:
- {\displaystyle 0\leq x}
- Если {\displaystyle x\leq y} и {\displaystyle y\leq z}, то {\displaystyle x\leq z}
- Если {\displaystyle x\leq y}, то {\displaystyle x\cdot z\leq y\cdot z}

Условие истинности для данного условия изменяется на следующее:
- {\displaystyle M,a\Vdash A\to B\iff \forall b((a\leq b\land M,b\Vdash A)\Rightarrow M,a\cdot b\Vdash B)}

Существует два способа моделирования релевантной логики TW и RW без сокращений, с помощью операционных моделей. Первый способ состоит в том, чтобы отбросить условие, согласно которому {\displaystyle x\cdot x=x}. Второй способ состоит в том, чтобы сохранить условия полурешётки на фреймах и добавить бинарное выражение {\displaystyle J} о рассогласованности фреймов. Согласно этим моделям, условия истинности для обусловленного изменяются на следующие, с добавлением порядкового отношения в случае TW:
- {\displaystyle M,a\Vdash A\to B\iff \forall b((Jab\land M,b\Vdash A)\Rightarrow M,a\cdot b\Vdash B)}

#### Модели Хамберстоуна
Уркхарт продемонстрировал, что полурешётчатая логика для R соответствующим образом сильнее положительного фрагмента R. Ллойд Хамберстоун предоставил расширение операционных моделей, которое позволило использовать другое условие истинности для дизъюнкции. Полученный класс моделей в точности воспроизводит положительный фрагмент R.

Операционный фрейм {\displaystyle F} представляет собой четвёрку {\displaystyle (K,\cdot ,+,0)}, где {\displaystyle K} — непустое множество, {\displaystyle 0\in K}, и {{\displaystyle \cdot }, {\displaystyle +}} — являются бинарными операциями над {\displaystyle K}. Пусть {\displaystyle a\leq b} определяется как {\displaystyle \exists x(a+x=b)}. Условия фрейма следующие:
1. {\displaystyle 0\cdot x=x}
2. {\displaystyle x\cdot y=y\cdot x}
3. {\displaystyle (x\cdot y)\cdot z=x\cdot (y\cdot z)}
4. {\displaystyle x\leq x\cdot x}
5. {\displaystyle x+y=y+x}
6. {\displaystyle (x+y)+z=x+(y+z)}
7. {\displaystyle x+x=x}
8. {\displaystyle x\cdot (y+z)=x\cdot y+x\cdot z}
9. {\displaystyle x\leq y+z\Rightarrow \exists y',z'\in K(y'\leq y}, {\displaystyle z'\leq z} и {\displaystyle x=y'+z')}

Операционная модель {\displaystyle M} это фрейм {\displaystyle F} с оценкой {\displaystyle V}, которая отображает пары точек и атомарных предложений в истинностные значения, T или F. {\displaystyle V} Может быть расширена до оценки {\displaystyle \Vdash } по сложным формулам следующим образом:
- {\displaystyle M,a\Vdash p\iff V(a,p)=T}, для атомарных предложений
- {\displaystyle M,a+b\Vdash p\iff M,a\Vdash p} и {\displaystyle M,b\Vdash p}
- {\displaystyle M,a\Vdash A\land B\iff M,a\Vdash A} и {\displaystyle M,a\Vdash B}
- {\displaystyle M,a\Vdash A\lor B\iff M,a\Vdash A} или, {\displaystyle M,a\Vdash B} или {\displaystyle \exists b,c(a=b+c}; {\displaystyle M,b\Vdash A}и{\displaystyle M,c\Vdash B)}
- {\displaystyle M,a\Vdash A\to B\iff \forall b(M,b\Vdash A\Rightarrow M,a\cdot b\Vdash B)}

Формула {\displaystyle A} имеет место в модели {\displaystyle M} если {\displaystyle M,0\Vdash A}. Формула {\displaystyle A}справедлива в классе моделей {\displaystyle C} если она имеет место в каждой модели {\displaystyle M\in C}.
Позитивный фрагмент R является корректным и полным в отношении класса этих моделей. Семантика Хамберстоуна может быть адаптирована для моделирования различных логик путем исключения или добавления условий фрейма следующим образом:
| Система | Условия фрейма         | Условия фрейма |
| ------- | ---------------------- | --- |
| B       | 1, 5-9, 14             | 1. {\displaystyle x\leq x\cdot 0} 2. {\displaystyle (x\cdot y)\cdot z\leq y\cdot (x\cdot z)} 3. {\displaystyle (x\cdot y)\cdot z\leq x\cdot (y\cdot z)} 4. {\displaystyle x\cdot y\leq (x\cdot y)\cdot y} 5. {\displaystyle (y+z)\cdot x=y\cdot x+z\cdot x} 6. {\displaystyle x\cdot x=x} |
| TW      | 1, 11, 12, 5-9, 14     | 1. {\displaystyle x\leq x\cdot 0} 2. {\displaystyle (x\cdot y)\cdot z\leq y\cdot (x\cdot z)} 3. {\displaystyle (x\cdot y)\cdot z\leq x\cdot (y\cdot z)} 4. {\displaystyle x\cdot y\leq (x\cdot y)\cdot y} 5. {\displaystyle (y+z)\cdot x=y\cdot x+z\cdot x} 6. {\displaystyle x\cdot x=x} |
| EW      | 1, 10, 11, 5-9, 14     | 1. {\displaystyle x\leq x\cdot 0} 2. {\displaystyle (x\cdot y)\cdot z\leq y\cdot (x\cdot z)} 3. {\displaystyle (x\cdot y)\cdot z\leq x\cdot (y\cdot z)} 4. {\displaystyle x\cdot y\leq (x\cdot y)\cdot y} 5. {\displaystyle (y+z)\cdot x=y\cdot x+z\cdot x} 6. {\displaystyle x\cdot x=x} |
| RW      | 1-3, 5-9               | 1. {\displaystyle x\leq x\cdot 0} 2. {\displaystyle (x\cdot y)\cdot z\leq y\cdot (x\cdot z)} 3. {\displaystyle (x\cdot y)\cdot z\leq x\cdot (y\cdot z)} 4. {\displaystyle x\cdot y\leq (x\cdot y)\cdot y} 5. {\displaystyle (y+z)\cdot x=y\cdot x+z\cdot x} 6. {\displaystyle x\cdot x=x} |
| T       | 1, 11, 12, 13, 5-9, 14 | 1. {\displaystyle x\leq x\cdot 0} 2. {\displaystyle (x\cdot y)\cdot z\leq y\cdot (x\cdot z)} 3. {\displaystyle (x\cdot y)\cdot z\leq x\cdot (y\cdot z)} 4. {\displaystyle x\cdot y\leq (x\cdot y)\cdot y} 5. {\displaystyle (y+z)\cdot x=y\cdot x+z\cdot x} 6. {\displaystyle x\cdot x=x} |
| E       | 1, 10, 11, 13, 5-9, 14 | 1. {\displaystyle x\leq x\cdot 0} 2. {\displaystyle (x\cdot y)\cdot z\leq y\cdot (x\cdot z)} 3. {\displaystyle (x\cdot y)\cdot z\leq x\cdot (y\cdot z)} 4. {\displaystyle x\cdot y\leq (x\cdot y)\cdot y} 5. {\displaystyle (y+z)\cdot x=y\cdot x+z\cdot x} 6. {\displaystyle x\cdot x=x} |
| R       | 1-9                    | 1. {\displaystyle x\leq x\cdot 0} 2. {\displaystyle (x\cdot y)\cdot z\leq y\cdot (x\cdot z)} 3. {\displaystyle (x\cdot y)\cdot z\leq x\cdot (y\cdot z)} 4. {\displaystyle x\cdot y\leq (x\cdot y)\cdot y} 5. {\displaystyle (y+z)\cdot x=y\cdot x+z\cdot x} 6. {\displaystyle x\cdot x=x} |
| RW      | 1-3, 5-9, 15           | 1. {\displaystyle x\leq x\cdot 0} 2. {\displaystyle (x\cdot y)\cdot z\leq y\cdot (x\cdot z)} 3. {\displaystyle (x\cdot y)\cdot z\leq x\cdot (y\cdot z)} 4. {\displaystyle x\cdot y\leq (x\cdot y)\cdot y} 5. {\displaystyle (y+z)\cdot x=y\cdot x+z\cdot x} 6. {\displaystyle x\cdot x=x} |

### Алгебраические модели
Некоторые релевантные логики могут быть заданы алгебраическими моделями, например, логика R. Алгебраическими структурами для R являются моноиды де Моргана, которые представляют собой секступлес {\displaystyle (D,\land ,\lor ,\lnot ,\circ ,e)}, где:
- {\displaystyle (D,\land ,\lor ,\lnot )} является распределительной решёткой с унарной операцией, {\displaystyle \lnot }подчиняющейся законам, {\displaystyle \lnot \lnot x=x}и если {\displaystyle x\leq y} тогда {\displaystyle \lnot y\leq \lnot x};
- {\displaystyle e\in D}, бинарная операция {\displaystyle \circ }является коммутативной ({\displaystyle x\circ y=y\circ x}) и ассоциативной ({\displaystyle (x\circ y)\circ z=x\circ (y\circ z)}), и {\displaystyle e\circ x=x}, то есть {\displaystyle (D,\circ ,e)} является абелевым моноидом с тождеством {\displaystyle e};
- моноид упорядочен по решётке и удовлетворяет {\displaystyle x\circ (y\lor z)=(x\circ y)\lor (x\circ z)};
- {\displaystyle x\leq x\circ x}; и
- если {\displaystyle x\circ y\leq z}, то {\displaystyle x\circ \lnot z\leq \lnot y}.

Операция, {\displaystyle x\to y} интерпретирующая условие R, определяется как {\displaystyle \lnot (x\circ \lnot y)}.
Моноид де Моргана — остаточная решётка, подчиняющаяся следующему условию остаточности:
{\displaystyle x\circ y\leq z\iff x\leq y\to z}
Интерпретация — {\displaystyle v} это гомоморфизм от языка высказываний к моноиду де Моргана, {\displaystyle M} такой, что:
- {\displaystyle v(p)\in D} для всех атомарных предложений,
- {\displaystyle v(\lnot A)=\lnot v(A)}
- {\displaystyle v(A\lor B)=v(A)\lor v(B)}
- {\displaystyle v(A\land B)=v(A)\land v(B)}
- {\displaystyle v(A\to B)=v(A)\to v(B)}

Учитывая моноид де Моргана {\displaystyle M} и интерпретацию {\displaystyle v}, можно сказать, что формула {\displaystyle A} имеет место для {\displaystyle v} только в случае {\displaystyle e\leq v(A)}. Формула {\displaystyle A} верна только в том случае, если она имеет место при любых интерпретациях на всех моноидах де Моргана. Логика R является обоснованной и полной для моноидов де Моргана.